# 榮叔
榮叔（?—?），中国春秋时期荣国的国君。东周王室的卿士大臣。根据《左传》，春秋至少有两位荣君被称为荣叔。鲁庄公元年（前693年），周庄王派荣叔来为鲁桓公锡命（赐命）。鲁文公五年（前622年）春正月，成风（鲁僖公之母、文公祖母）去世，王派荣叔到鲁国致送含玉和丧仪，召昭公到鲁国会葬。